# Station Sutton Common
Sutton Common is een spoorwegstation van National Rail in Sutton in Engeland. Het station is eigendom van Network Rail en wordt beheerd door Govia Thameslink Railway. 

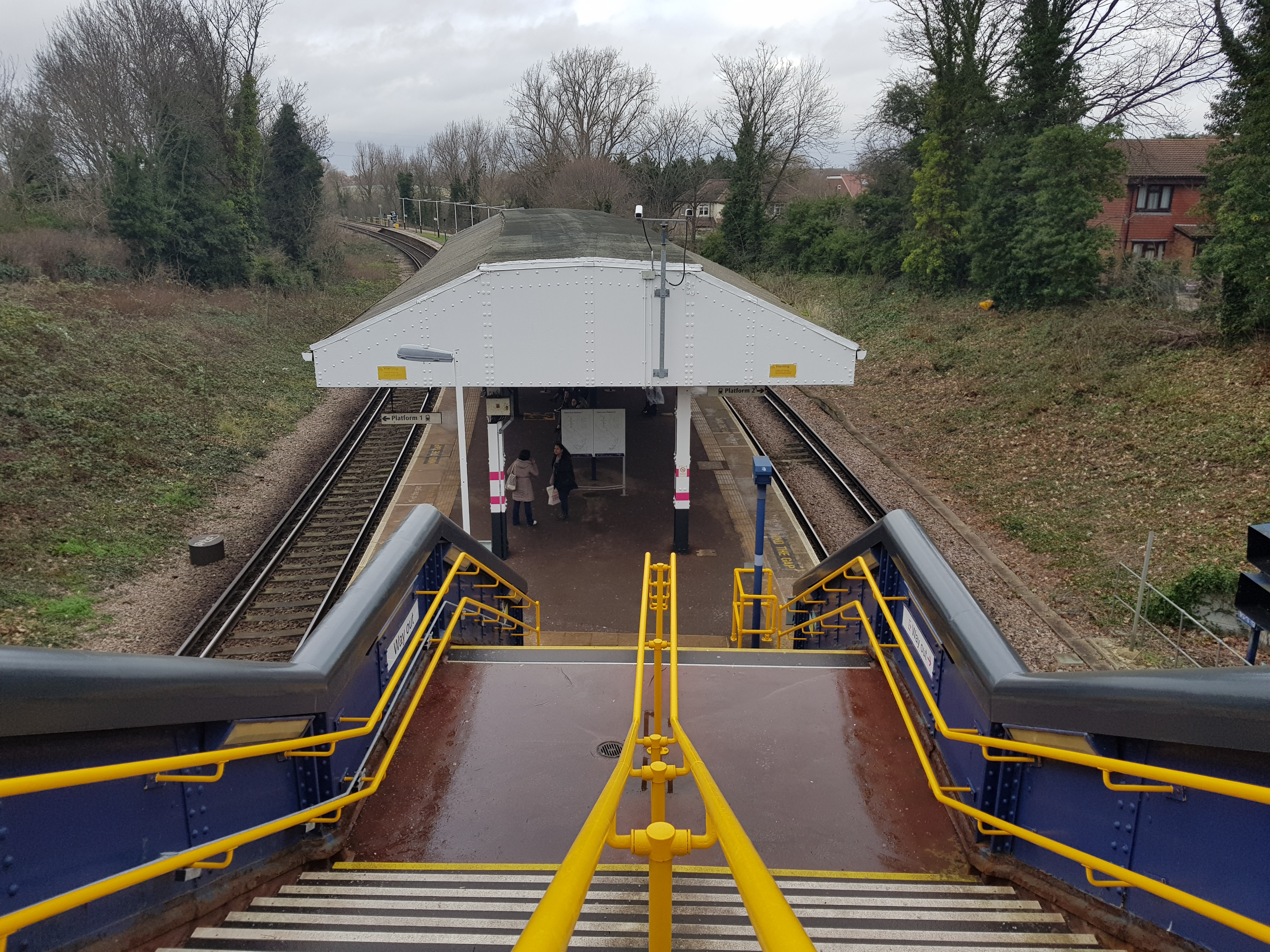
Perrons, 2020